# Erik Bonnerup
Erik Bonnerup (født 6. februar 1939) er en dansk cand.scient. og tidligere erhvervsleder.
Bonnerup blev uddannet cand.scient. i matematik fra Københavns Universitet i 1966.
Han var fra 1966 ansat i Socialministeriet og fra 1971 i Danmarks Statistik. I 1973 blev han chef for økonomisk-statistisk kontor i Socialministeriet, og kom i 1975 til Kommunedata som regionschef og senere vicedirektør. Han blev i 1977 departementschef i administrationsdepartementet, Finansministeriet. Her var han til 1984, hvor han forlod centraladministrationen til fordel for en stilling som først vicedirektør og senere administrerende direktør i Politikens Hus. Han blev i 1988 administrerende direktør for Statsanstalten for Livsforsikring, der senere blev solgt til forsikringsselskabet Baltica og skiftede navn til Danica Pension. I november 1994 overtog Danske Bank hele Baltica-koncernen inclusive Statsanstalten/Danica med Erik Bonnerup i spidsen.
Erik Bonnerup gik på pension i 2000 og har siden været medlem af flere regeringsnedsatte kommissioner og råd, bl.a. Strukturkommissionen.